# Power Drill Massacre
Power Drill Massacre é um jogo de terror, single player, inspirado por filmes de terror slasher em VHS e pelos jogos survival horror do PlayStation 1.

## Enredo
O game começa com a personagem principal, a Megan, com o carro quebrado, no meio de uma área isolada. Ela, então, anda pela mata, encontra um edifício abandonado e resolve entrar nele, tentando buscar ajuda. Já dentro do local, a porta se tranca atrás dela, obrigando-a explorar os corredores escuros do ambiente. Megan acaba escutando o som de uma furadeira à distância e percebe que não está sozinha.